# Шеттген, Иоганн Христиан
Иоганн Христиан Шеттген (нем. Johann Christian Schöttgen; 1687—1751) — немецкий филолог-библеист, историк и академик.

## Биография
После смерти отца, сапожника Джеремиаса Шеттгена (Jeremias Schöttgen), Шеттген был принят на стипендию в княжескую школу в Пфорте. В 1707 году он начал изучать богословие в Лейпцигском университете. Работал редактором у лейпцигских книжных торговцев Томаса Фрича и Иоганна Гледича и писал статьи для «Acta eruditorum» и «Deutsche Acta Eruditorum» — двух первых научных журналов, в которых публиковались в основном обзоры книг. В 1709 г. получил степень магистра.
Сначала читал филологические лекции, но уже рано начал писать научные трактаты. Между 1716 и 1719 был директором гимназии во Франкфурта-на-Одере. В 1717 году он женился на Доротее Шарлотте Кноблох, дочери королевского прусского личного врача, с которой он жил в очень счастливом браке, у которого было несколько детей. С 1719 по 1727 год он руководил школой города Старгарда в Померании, а также был профессором местного колледжа Грёнингианум. В это время он особенно интересовался историей Померании, по которой написал несколько очерков. В 1723 году он был принят в Прусскую королевскую академию наук.
С 1728 г. до своей смерти он возглавлял в Дрездене Среднюю школу Святого Креста. Шеттген умер в Дрездене в 1751 году и был похоронен на Элиасфридхофе (старейшее кладбище города).

## Труды
Главный труд «Inventarium Diplomaticum Historiae Saxoniae superioris» (Галле, 1747), служащий важным источником по истории Саксонии с 500 до 1741 г.
Другие сочинения :
- «Diplomatische und curiöse Nachlese der Histoire von Obersachsen» (Дрезден, 1830);
- «Diplomataria et scriptores historiae Germanicae Medii aevi» (Альтенбург, 1753);
- «Histoire der Chur-Sächsischen Stiffts-Stadt Wurtzen» (Лейпциг, 1717);
- «Opuscula» (ib., 1767);
- «Novum Testamentum» (Лейпциг, 1746);
- «Horae hebraïcae et talmudicae» (Лейпциг и Дрезден, 1733 и 1742);
- «Curiose Antiquitäten-Lexikon» (Лейпциг, 1719).[2]